# سفارة روسيا في المملكة المتحدة
سفارة روسيا في المملكة المتحدة هي أرفع تمثيل دبلوماسي لدولة روسيا لدى المملكة المتحدة. تقع السفارة في لندن وهي تهدف لتعزيز المصالح الروسية في المملكة المتحدة.

## وصلات خارجية
- الموقع الرسمي
- قائمة سفارات روسيا
- قائمة السفارات في المملكة المتحدة